# Plexo lumbar
El plexo lumbar corresponde a las uniones que se establecen entre las ramas anteriores de los nervios raquídeos de L1 a L4, con íntima relación con los fascículos de origen del músculo psoasilíaco. También contribuye a su formación el nervio T12.

## Ramas
- El nervio iliohipogástrico, con fibra de L1, corre anterior al cuadrado lumbar. Lateral a este perfora el transverso del abdomen donde discurre entre este y el oblicuo interno. Encima de la cresta ilíaca emite un ramo cutáneo lateral, y continua como su ramo cutáneo anterior.
- El nervio ilioinguinal, con fibra de  L1, corre más abajo que el iliohipogástrico. Atraviesa la pared abdominal lateral y entra al conducto inguinal.
- El nervio genitofemoral, con fibras de L1 y L2, perfora al músculo psoas mayor para salir por su superficie anterior. Después de pasar posterior al uréter, se divide en sus ramos genital y femoral. El ramo genital entra al conducto inguinal, y el ramo femoral corre por lateral a la arteria ilíaca externa y luego entra en la vaina femoral junto a la arteria femoral.
- El nervio cutáneo femoral lateral, con fibras de L2 y L3, sale por el borde lateral del psoas, y va hacia la espina ilíaca antero-superior. Corre posterior al ligamento inguinal, en la llamada lacuna vasorum y entra en el muslo.
- El nervio obturador, con fibras de L2 y L4, corre detrás del psoas, en su lado medial. Luego pasa por la línea terminal y pasa por la cavidad pélvica, entra al conducto obturador, para llegar al muslo. Acá se divide en sus ramos.
- El nervio femoral, con fibras de L2 y L4, es el más grande de los nervios del plexo lumbar. Sale por el borte inferior lateral del psoas, para correr entre éste y el músculo ilíaco. Luego pasa posterior al ligamento inguinal, para entrar al compartimiento anterior del muslo. Ahí se divide en sus múltiples ramos.[1]

| Rama                    | Segmento medular | Músculos inervados                                                                                   | Inervación cutánea |
| ----------------------- | ---------------- | --- | --- |
| Iliohipogástrico        | T12 y L1         | - Oblicuo interno del abdomen - Transverso del abdomen                                               | Región glútea posterolateral e hipogastrio                                                                                     |
| Ilioinguinal            | T12 y L1         | - Oblicuo interno del abdomen - Transverso del abdomen                                               | Cara superomedial del muslo, raíz del pene y escroto anterior (♂), monte de Venus y labios mayores (♀)                         |
| Genitofemoral           | L1 y L2          | - Músculo cremáster (♂)                                                                              | * Ramo genital: Escroto anterior (♂), monte de Venus y labios mayores (♀) - Ramo femoral: región superior y anterior del muslo |
| Cutáneo femoral lateral | L2 y L3          | | Cara anterior y lateral del muslo, hasta la rodilla                                                                            |
| Obturador               | L2 a L4          | - Obturador externo - Pectíneo - Aductor largo - Aductor mayor - Grácil                              | Cara medial del muslo |
| femoral                 | L2 a L4          | - Psoas-ilíaco - Pectíneo - Sartorio - Cuádriceps                                                    | Cara anterior del muslo, y medial de la pierna                                                                                 |
| Ramas directas          | T12 a L4         | - Psoas-ilíaco (en sus porciones Psoas mayor e Ilíaco) - Cuadrado lumbar - Músculos intertransversos | |